# Angereds landskommun
Angereds landskommun var en kommun i förutvarande Älvsborgs län.

## Administrativ historik
I Angereds socken i Vättle härad i Västergötland inrättades denna landskommun när 1862 års kommunalförordningar trädde i kraft. Kommunen påverkades inte av 1952 års kommunreform.
Kommunen upphörde med utgången av år 1966, varefter dess område inkorporerades med Göteborgs stad (och bytte länstillhörighet från Älvsborgs län till Göteborgs och Bohus län) som 1971 ombildades till Göteborgs kommun. Den 1 januari 1967 hade den nya stadsdelen Angered 2 936 invånare.
Kommunkoden 1952–1966 var 1522.

### Kyrklig tillhörighet
I kyrkligt hänseende tillhörde kommunen Angereds församling.

## Geografi
Angereds landskommun omfattade den 1 januari 1952 en areal av 40,45 km², varav 38,88 km² land.

### Tätorter i kommunen 1960
| Tätort    | Folkmängd |
| --------- | --------- |
| Agnesberg | 728       |
| Hjällbo   | 360       |

Tätortsgraden i kommunen var den 1 november 1960 47,2 procent.

## Politik

### Mandatfördelning i valen 1938–1962
| 15 | 1 | 1 | 3 |

| 19 |

| 15 | 1 | 1 | 3 |

| 19 |

| 2 | 13 | 1 | 2 | 2 |

| 19 |

| 1 | 13 | 6 |

| 19 |

| 2 | 15 |  | 5 | 2 |

| 22 |

| 2 | 15 | 8 |

| 22 |

| 2 | 14 | 2 | 6 |  |

| 24 |